# Son (Ardennes)
Son település Franciaországban, Ardennes megyében. Lakosainak száma 89 fő (2022. január 1.). Son Chappes, Château-Porcien, Écly, Hauteville, Remaucourt és Saint-Fergeux községekkel határos.

## Népesség
A település népessége az elmúlt években az alábbi módon változott:
| Lakosok száma | 122  | 114  | 110  | 97   | 92   | 97   | 99   | 98   | 95   | 89   |
|               | 1968 | 1982 | 1990 | 2006 | 2013 | 2015 | 2017 | 2019 | 2020 | 2022 |